# Malvern (Pennsylvania)
Malvern ist eine Gemeinde (Borough) im Chester County, Pennsylvania in den Vereinigten Staaten. Der Ort liegt knapp 31 km westlich von Philadelphia innerhalb der Metropolregion Delaware Valley. 
Die Einwohnerzahl betrug bei der Volkszählung 2020 3419.

## Geschichte
Das Gebiet wurde ursprünglich im 17. Jahrhundert von walisischen Einwanderern besiedelt, die von William Penn Land kauften.
Am Abend des 20. September 1777 starteten General Charles Grey und fast 5000 britische Soldaten in der Nähe von Malvern einen Überraschungsangriff auf ein Lager der amerikanischen Rebellen während des amerikanischen Unabhängigkeitskrieges, der als Battle of Paoli bekannt wurde. Dank der Hilfe eines Spions konnten die Briten die Schlacht gewinnen. 201 amerikanische Soldaten wurden getötet oder verletzt, 71 wurden gefangen genommen. Die Briten hatten im Vergleich dazu nur 4 Tote und 7 Verletzte zu beklagen.
Im Jahr 1873 wurde der Name der Ortschaft in Malvern geändert, als die Pennsylvania Railroad, die Nachfolgerin der Philadelphia and Columbia Railroad, ihre Gleise durch den Ort verlegte. Im Jahr 1880 endete der Status des Ortes als Eisenbahnknotenpunkt, als der nördliche Endbahnhof der West Chester Railroad nach Frazer, Pennsylvania, verlegt wurde. 1889 wurde Malvern als eigenständige Gemeinde (Borough) gegründet.

## Demografie
Nach einer Schätzung von 2022 lebten in Malvern 3389 Menschen. Die Bevölkerung besteht zu knapp 80 % aus Weißen, wobei Asiaten (13 %), Hispanics (3 %) und Afroamerikaner (1,5 %) Minderheiten bilden. Das mittlere Haushaltseinkommen lag bei 115.743 US-Dollar und die Armutsquote bei 5,2 %. Wohnungen in Malvern haben im Median einen Wert von 473.000 US-Dollar, was doppelt so hoch wie der landesweite Durchschnitt ist.
| Jahr | Einwohner¹ |
| ---- | ---------- |
| 1890 | 641        |
| 1950 | 1764       |
| 1960 | 2268       |
| 1970 | 2583       |
| 1980 | 2999       |
| 1990 | 2944       |
| 2000 | 3059       |
| 2010 | 2998       |
| 2020 | 3419       |

¹ 1890 – 2020: Volkszählungsergebnisse

## Wirtschaft
In Malvern haben sich zahlreiche Unternehmen angesiedelt, da der Ort strategisch günstig in der Nähe von Philadelphia und der Ostküste der Vereinigten Staaten liegt. Die Unternehmenszentralen von The Vanguard Group und Vishay Intertechnology befinden sich in Malvern.

## Bildung

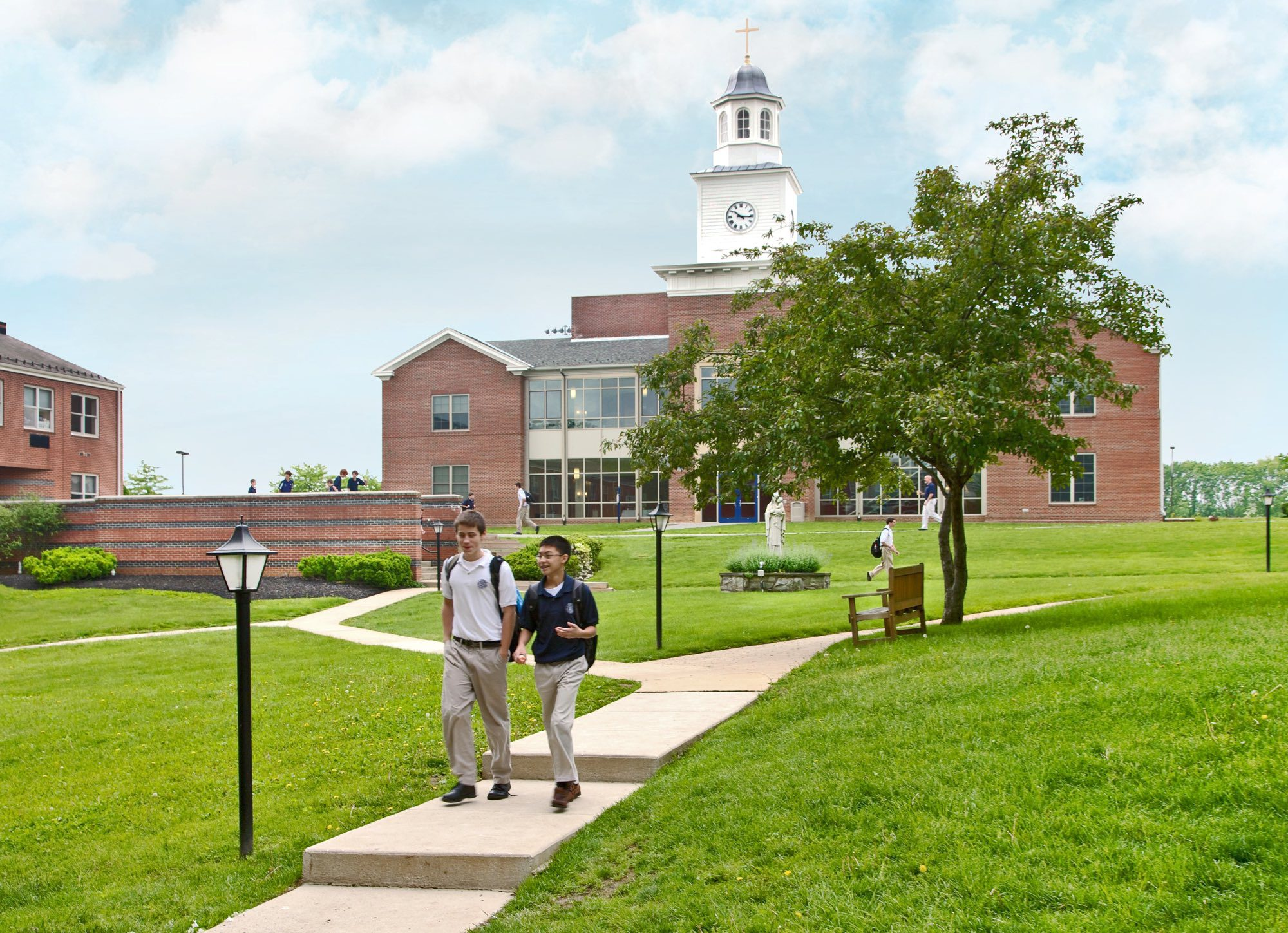
Malvern Preparatory School, eine katholische Schule in Malvern (2020)

Malvern gehört zum Great Valley School District. Die Great Valley High School in diesem Bezirk ist für Schüler der 9. bis 12. Klasse. In und um Malvern befinden sich auch mehrere Privatschulen. Zwei Hochschuleinrichtungen sind die Penn State Great Valley School of Graduate Professional Studies und die Immaculata University, die beide innerhalb der Postleitzahl von Malvern liegen.

## Verkehr
Malvern ist über den Bahnhof Malvern mit der SEPTA-Regionalbahnlinie Paoli/Thorndale mit dem Zentrum von Philadelphia verbunden.

## Söhne und Töchter des Ortes
- Sue Galloway, Schauspielerin